# 가능역
가능역(Ganeung Station, 佳陵驛)은 경기도 의정부시 가능동에 위치한 수도권 전철 1호선의 철도역이다.

## 구조
2면 4선의 혼합식 승강장(1섬 1단선식)이며, 스크린도어가 설치되어 있다. 1번 승강장쪽에 교외선의 통과선이 있다. 출구는 3개다. 승강장 횡단이 가능하긴 하지만, 두 개의 출구 중 한 쪽만 횡단할 수 있다.

### 승강장
| ↑의정부  |
| \| １ \| |
| 녹양↓    |

| 1 | ● 수도권 전철 1호선 | 양주 · 동두천 · 연천 방면   |
| 2 | ● 수도권 전철 1호선 | 의정부 · 광운대 · 인천 방면 |

## 역사
- 1987년 10월 5일 : 임시역사로 영업 개시하여 의정부북부역(議政府北部驛)으로 개업
- 2005년 8월 19일 : 현 역사 신축 준공
- 2005년 12월 21일 : 동묘앞역 개업으로 1호선 역번호가 110에서 109로 변경
- 2006년 12월 15일 : 가능역(佳陵驛)으로 역명 변경과 동시에 소요산역 ~ 의정부역 구간 복선 전철화 완료 관계로 수도권 전철 1호선의 종착역 기능을 소요산역으로 이전, 의정부북부역 착발 열차 폐지, 다시 정식역으로 승격 되었고 중간역이 되었다.[1]

## 주변
- 가능동 주민센터
- 대한적십자사
- 의정부여자고등학교
- 의정부여자중학교
- 의정부중학교
- 의정부공업고등학교
- 가능초등학교
- 배영초등학교
- 의정부중앙초등학교
- 의정부1동우체국
- 의정부1동 주민센터
- 경기도의정부교육지원청
- 경기도교육청 제2청사
- 한국전력공사
- 을지대학교 의정부캠퍼스
- 의정부을지대학교병원

## 이용객 변동
| 노선  | 노선 | 일평균 인원수 (명/일) | 일평균 인원수 (명/일) | 일평균 인원수 (명/일) | 일평균 인원수 (명/일) | 일평균 인원수 (명/일) | 일평균 인원수 (명/일) | 일평균 인원수 (명/일) | 일평균 인원수 (명/일) | 일평균 인원수 (명/일) | 일평균 인원수 (명/일) | 각주                  | 각주                  | 각주  |
| 노선  | 노선 | 2000년                | 2001년                | 2002년                | 2003년                | 2004년                | 2005년                | 2006년                | 2007년                | 2008년                | 2009년                | 각주                  | 각주                  | 각주  |
| ----- | ---- | --------------------- | --------------------- | --------------------- | --------------------- | --------------------- | --------------------- | --------------------- | --------------------- | --------------------- | --------------------- | --------------------- | --------------------- | ----- |
| 1호선 | 승차 | 28,137                | 미집계                | 미집계                | 미집계                | 18,040                | 17,645                | 17,121                | 9,816                 | 9,825                 | 9,543                 | [ 2 ]                 | [ 2 ]                 | [ 2 ] |
| 1호선 | 하차 | 17,428                | 15,212                | 16,163                | 16,146                | 14,847                | 14,653                | 14,173                | 9,096                 | 9,258                 | 9,126                 | [ 2 ]                 | [ 2 ]                 | [ 2 ] |
| 노선  | 노선 | 일평균 인원수 (명/일) | 일평균 인원수 (명/일) | 일평균 인원수 (명/일) | 일평균 인원수 (명/일) | 일평균 인원수 (명/일) | 일평균 인원수 (명/일) | 일평균 인원수 (명/일) | 일평균 인원수 (명/일) | 일평균 인원수 (명/일) | 일평균 인원수 (명/일) | 일평균 인원수 (명/일) | 일평균 인원수 (명/일) | 각주  |
| 노선  | 노선 | 2010년                | 2011년                | 2012년                | 2013년                | 2014년                | 2015년                | 2016년                | 2017년                | 2018년                | 2019년                | 2020년                | 2021년                | 각주  |
| 1호선 | 승차 | 9,133                 | 9,146                 | 8,929                 | 8,537                 | 8,352                 | 7,957                 | 7,716                 | 7,523                 | 7,311                 | 7,223                 | 5,383                 | 5,527                 | [ 2 ] |
| 1호선 | 하차 | 8,706                 | 8,683                 | 8,464                 | 8,075                 | 7,915                 | 7,567                 | 7,313                 | 7,111                 | 6,904                 | 6,819                 | 5,169                 | 5,345                 | [ 2 ] |

## 인접한 역
| 경원선             | 경원선                               | 경원선               |
| ------------------ | ------------------------------------ | -------------------- |
| 108 녹양 연천 방면 | ● 수도권 전철 1호선 경원-경인선 완행 | 110 의정부 인천 방면 |